# Nyékládháza
Nyékládháza là một thành phố thuộc hạt Borsod-Abaúj-Zemplén, Hungary. Thành phố này có diện tích 24,67 km², dân số năm 2010 là 4978 người, mật độ 202 người/km².